# The Tower House
The Tower House, située au 29 Melbury Road, est une maison de ville de la fin de l'époque victorienne. Elle se trouve dans le quartier de Holland Park dans le borough royal de Kensington et Chelsea, à Londres. Elle a été conçue et construite par l'architecte et designer William Burges pour servir de résidence personnelle. La conception s'est étendue de 1875 à 1881, dans le style néogothique français. L'historien de l'architecture J. Mordaunt Crook la décrit comme « l'exemple le plus complet d'un intérieur laïc médiéval produit par le néogothique, et le dernier ». La maison est construite en briques rouges, avec des parements en pierre de Bath et des ardoises vertes de Cumbria. Elle possède une tour cylindrique et un toit conique. Le rez-de-chaussée contient un salon, une salle à manger et une bibliothèque, et le premier étage comprend deux chambres et une armurerie. Son architecture extérieure et sa décoration intérieure présentent des similarités avec des éléments d'œuvres antérieures de Burges, en particulier Park House à Cardiff et Castell Coch. Elle a été classée monument historique de catégorie I en 1949.